# China Cat Sunflower
 "China Cat Sunflower" é uma música tocada pela Grateful Dead que foi gravada pela primeira vez em seu terceiro álbum de estúdio, Aoxomoxoa. As letras foram escritas por Robert Hunter e a música composta por Jerry Garcia. A música era tipicamente cantada por Jerry Garcia. A primeira gravação ao vivo dessa música apareceu na Europe '72, emparelhada (como era típica) com "I Know You Rider". Liricamente, essa música tem muitas referências literárias, incluindo Alice no País das Maravilhas, de Lewis Carroll, Krazy Kat, de George Herriman e "Polka" de Dame Edith Sitwell.

## Performances ao vivo
A Grateful Dead tocou pela primeira vez "China Cat Sunflower" em 17 de janeiro de 1968, no Carousel Ballroom em San Francisco, CA, e tocou a música mais de 500 vezes em concerto. Durante o primeiro ano após sua introdução no set list da banda, a música foi tocada frequentemente no meio de uma jam prolongada entre as músicas "Dark Star" e "The Eleven" - uma posição mais familiar (para Deadheads) por "St. Stephen". Quatro instâncias desse arranjo foram lançadas em gravações oficiais, a primeira no álbum de compilação So Many Roads (1965–1995), a segunda no Dick's Picks Volume 22 e as outras duas no Road Trips Volume 2 Number 2.
No final de 1969, a Grateful Dead começou a seguir "China Cat Sunflower" em "I Know You Rider" durante apresentações ao vivo. Nos 26 anos seguintes, eles emparelharam essas músicas mais de 500 vezes, na maioria das vezes como abridor de segundo set. Apenas duas vezes durante esse período prolongado, o "China Cat Sunflower" foi reproduzido sem esse emparelhamento.

## Música e composição lírica
A música começa com riffs de guitarra distintos. O primeiro é interpretado por Jerry Garcia e, em seguida, um segundo interpretado por Bob Weir é tocado por cima. Este segundo riff foi descrito pelo autor Eric F. Wybenga como "aquela pequena introdução desonesta de Bobby que arranha seu cérebro logo atrás das orelhas".
Wybenga descreveu a letra como "encharcada de ácido" e disse ainda: "A letra de China Cat Sunflower—composta, disse Robert Hunter, em um estado em que a contemplação de um gato serviu como pedra de toque para uma jornada interplanetária—é uma verdadeira obra de arte. É uma das poucas letras de rock and roll (incluindo as de Dylan) que tem tanto impacto na página quanto a cantada, se não mais".

## Na cultura popular
A música é apresentada na série de videogames Rock Band como conteúdo para download, juntamente com outras 17 músicas da Grateful Dead.
No filme de 2009, "Taking Woodstock", de Ang Lee, a versão da música da Europe '72 é usada na parte do filme que mostra todos que chegam a Woodstock em 1969.